# 아대륙
아대륙(亞大陸, subcontinent)은 대륙에서 작은 부분이 상대적으로 독립되어 있는 것을 말한다. 즉, 대륙으로 보기에는 작지만 섬으로 분류하기엔 큰 것을 아우른다. 남아시아에 위치한 인도 아대륙이 대표적인 아대륙이다.
지리학적 의미로는 보통 산맥, 사막, 고원 및 해양 등으로 인해 대륙의 주된 부분과의 교통장애로 통과하기 힘든 곳을 의미한다. 특히 영어에서는 인도 아대륙(印度亞大陸)을 뜻하기도 한다.